# آگوستن تیری
آگوستن تیری (به فرانسوی: Augustin Thierry) مورخ قرن هجدهم میلادی اهل فرانسه است.